# 小河原政徳
小河原 政徳（こがわら まさのり、文化14年（1817年） - 慶応4年（1868年）閏4月3日）は、幕末の上野国前橋藩の家老。通称は左宮。字を子辰。小河原 左宮（こがわら さみや）として知られる。

## 生涯
小河原家は代々前橋藩（川越藩）の重臣として仕えた一族で、小河原政徳は秩禄2300石の川越藩家老、小河原政甫（小河原近江）の長男として生まれ、奏者番、家老、武者奉行等を歴任した。
寛政末年に外国船が来航するようになると、江戸湾防衛の必要性から上総国富津にもいわゆる海防台場・海防陣屋が築かれた（1801年）。その後、白河藩、幕府、忍藩、会津藩、柳川藩、二本松藩の手を経て、慶応3年（1867年）から望陀郡・平郡・安房郡等に領地を有する前橋藩が守備することとなり、白井宣左衛門が房総町奉行・同勘定奉行兼帯として富津に派遣された。
鳥羽・伏見の戦いの後江戸に帰還した徳川慶喜が謹慎に入ると、前橋藩はいち早く新政府へ恭順の意を示したが、慶応4年（1868年）4月12日、伊庭八郎・人見勝太郎ら率いる遊撃隊と旧請西藩兵からなる佐幕軍約3000人が木更津に結集し、富津陣屋を攻撃する構えを見せた。これに先んじて前橋藩家老として富津に赴いていた小河原は旧幕軍の撤退を求めるが、逆に旧幕軍は富津陣屋と台場を武器ごと明け渡すよう要求（人見勝太郎『人見寧履歴書』は人見勝太郎と和田助三郎が交渉にあたったとするが、「一夢林翁戊辰出陣記」は人見勝太郎と伊庭八郎が陣屋に赴いたとする）。富津陣屋には100名足らずの藩兵しかおらず、加えて江戸から藩士の家族数百名が避難してきていたため、やむを得ず富津陣屋からの退去を決定、引渡しの前日夜、小河原は責任を負い自刃した。旧幕軍は富津陣屋から大砲6門、小銃10挺、金500両、糧米若干を入手した。
富津陣屋の明渡しにより、残務処理のため前橋藩の三本松陣屋（現在の君津市大戸見）に残った白井宣左衛門を除き藩士は江戸に帰ったが、滝沢研三という戌卒が旧幕軍に加わり、台場付の足軽20人を館山までの炮車挽夫として用いた。滝沢研三は旧幕軍とともに海を渡り箱根で新政府軍と戦い鳥取藩の大総督府軍監、中井範五郎正勝を殺害したが敗走し、前橋藩へ戻ってきた。
同年6月には富津陣屋から旧幕軍は退去し、富津陣屋は前橋藩の手に戻り、白井宣左衛門が陣屋に入った。6月8日に新政府軍が駐留している佐貫から富津陣屋を訪れた福岡藩軍監矢野安太郎は、残賊掃討のため100人を出すよう要求した。前橋藩側は福岡藩の軍監を殺害している滝沢研三を先んじて捕縛し新政府軍に引き渡した。しかし新政府軍は　一、前橋藩が賊軍に兵を貸したこと、二、滝沢研三を潜伏させたこと、の2点について6月11日、白井を呼び出して厳しく詰問した。翌朝陣営に帰った白井は自身が責任を取る形で自刃し、首級は新政府軍へ提出された。これにより前橋藩の嫌疑は完全に晴れた。
元号改め明治元年12月25日、前橋藩主松平直克は、小河原政徳の功に対し墓表料金五拾両を与え、白井宣左衛門に対しては墓碑料三拾両を与えて彼らの霊を慰めた。両者の墓所は源英寺に所在する。
前橋藩では、小河原と白井は藩と藩兵を救うために犠牲になった者として後々まで敬われた。また富津では陣屋城下を無用な戦火から救った両名の英断を称え、今日でも毎年塔婆をたてて供養が行われている。